# Tigermuren
Tigermuren är ett svenskt ungdomsprogram som sändes första gången 2001 i SVT 1.
Producent var Ulrika Östman och programledare var Åsa Avdic och Mattias Fransson. I programmet diskuterade en panel av ungdomar ämnen som virtuell vänskap,  avundsjuka, förälskelse och pinsamheter. Intro av REALA, musik av Chihuahua. Programmet sändes i två säsonger.